# Кыллесте (волость)
Кыллесте (эст. Kõlleste) — бывшая волость в Эстонии в составе уезда Пылвамаа.

## География
Административным центром волости была деревня Кроотузе. Помимо неё, на территории волости находились ещё 11 деревень. Площадь волости составляла 150,1 км².

## Население
Численность населения на 1 января 2009 года составляла 997 человек.